# 阿布萨姆
阿布萨姆是奥地利蒂罗尔州因斯布鲁克兰县的一个市镇。总面积52.06平方公里，总人口6700人，人口密度128.7人/平方公里（2011年）。